# Кохивка
Кохивка (на украински: Кохівка) е село в Южна Украйна, Подилски район на Одеска област. Основано е през 1849 година. Населението му е около 366 души.